# 択一クイズ
択一クイズ（たくいつクイズ）とは、クイズの形式の一つで、複数の選択肢から正しい答えを選ぶもの（多肢選択法）。選択問題（せんたくもんだい）とも。○×クイズ（二択クイズ）も含まれるが、択一クイズと呼ばれるのは、三択以上を指すことが一般的である。

## 概要
択一クイズは、あらかじめ複数の選択肢が用意されている中から答える。二択である○×クイズに比べ選択肢の数だけ難易度が上がるが、ある程度までは勘によって正解できる形式である。文字入力が不要なことから、クイズゲームでは古くから基本形式の一つになっている。
最もよく使われるのが四者択一（四択）で、三者択一（三択）がそれに次ぐ。
大量の問題を短時間で解かせるのに適しており、マークシートとの相性もよいため、参加者の実力・得意分野を見るためのテストにもよく利用される。『アメリカ横断ウルトラクイズ』では、ほとんどの放送回で、本選最初のチェックポイントとして三択の「機内400問ペーパークイズ」が行われ、成績上位者はおおむね後半まで勝ち進んでいた。

### 四択クイズ
最も普及している形式で、テレビのクイズ番組では『クイズ$ミリオネア』『オールスター感謝祭』など多くの番組で採用されている。『クイズ$ミリオネア』では、最初は簡単だが次第に難しくなって行き途中で一問の誤答も許されない形式のため、最高賞金の15問連続正解は至難の業となっている。
クイズゲームでも、『クイズマジックアカデミー』『Answer×Answer』を始め、多くのゲームで採用されている。

### 三択クイズ
クイズ番組では、『アメリカ横断ウルトラクイズ』『全国高等学校クイズ選手権』で行われた事例が有名である。
クイズゲームでは、通常は四択だが、お助けアイテムなどで三択になる（『クイズ殿様の野望』など）、特定のステージで三択になる（『子育てクイズ マイエンジェル』）、パラレル（並立文）による分岐があるため、実質三択になる（『クイズマジックアカデミー』）といった例がある。『アメリカ横断ウルトラクイズ』のゲーム版の場合、番組同様三択である。
また、TBSテレビの名物クイズ番組『クイズダービー』のレギュラー回答者であった女優の竹下景子は、三択クイズに強かったことから「三択の女王」の愛称が付けられた。

### 五択クイズ
五択以上の問題は、クイズ番組でも市販のクイズゲームでもあまり見ることができない。ただし、都道府県やアメリカの州の名前、国名を答えるなど、実質的な択一クイズは時々見かける。
フリーウェアのクイズゲームには、『ごたく』が存在する。このソフトは独自の問題集を作成することができるため、様々なユーザーが作った問題集が存在している。このため、これらの問題集に対応した五択クイズゲームが作られることもある。

## 特徴
選択肢として正解が見えているため、ハズレの選択肢をどのように作るかが重要になる。実例として、以下のようなものがある。
- 正解に関連するもの（国家が正解なら近隣の国家、人物が正解なら関連する人物など）
- 似たような言葉（最後の1文字だけ違うなど）を並べる。
- 一見当たり前に見える物（正解が一風変わった内容の場合）
- 選択肢全体が洒落になっている物（ただのウケ狙いもあれば、問題自体は難しいものもある）
- 紛らわしい選択肢を並べる物（主に印刷やディスプレイでの出題に用いられる。「マジカル頭脳パワー!!」の「まぎらわしい三択・逆まぎらわしい三択」が有名）

逆に選択肢が見えていることから選択問題に特有の出題がある。
- 問題文だけだと解答が多数あり、選択肢によって解答がひとつに絞られる問題。
- 選択肢同士を比較する問題。
  - バリエーションとして選択肢を正しい順に並べる問題があり、『オールスター感謝祭』のボーナス問題などで使用されている。4つの並べ替えだと実質24択となる。『クイズマジックアカデミー』シリーズでは、並べ替え[4]は四択とは別の、独立したジャンルと扱われている。

## 例題
「特徴」節の各例に対して1問ずつ例をあげる。
Q1.麻雀の得点計算機を考案し、特許をとったこともある政治家は誰？
1.小沢一郎 2.鳩山由紀夫 3.菅直人 4.野田佳彦
Q2.モーツァルトの交響曲で、実在しないものは？
1.交響曲第1番 2.交響曲第3番 3.交響曲第5番 4.交響曲第7番
Q3.JR香川駅は香川県にありません。何県にある？
1.愛媛県 2.高知県 3.徳島県 4.神奈川県
Q4.「世界で一番大きい小都市」と呼ばれるネバダ州第2の都市は？
1.アル 2.ヒモ 3.リノ 4.ナカ
Q5.「チミモウリョウ」を漢字で書くと？
1.魑魅魍魎 2.魅魍魎魑 3.魍魎魑魅 4.魎魑魅魍
Q6.1文字で元素記号にならない文字は？
1.V 2.W 3.X 4.Y
Q7.次のうち最も大きい島は？
1.アイルランド 2.タスマニア島 3.北海道 4.ルソン島

### 例題の解答
Q1. 3.菅直人
関連人物を並べた例。ここでは歴代の民主党代表を並べた。
Q2. 2.交響曲第3番（モーツァルトの楽曲一覧を参照）
似た言葉を並べた例。この例では数字のみが違っている。
Q3. 4.神奈川県（香川駅を参照）
一見ありそうな選択肢の例。香川県と同じ四国の県を列挙している。
Q4. 3.リノ
洒落で作られた選択肢の例。並べると歌『森のくまさん』の冒頭になる。
Q5. 1.魑魅魍魎
紛らわしい選択肢の例。
Q6. 3.X
問題文だけでは解が1つに絞れない例。V(バナジウム),W(タングステン),Y(イットリウム) は元素記号なので、残った X が答えとなる。選択肢がないと A,E,Z など複数の答えが出てしまう。
Q7. 4.ルソン島（島の一覧 (面積順)を参照）
選択肢同士を比較する例。ここでは面積100000km2前後の島を選んでいる。